# 쇼잉 업
《쇼잉 업》(영어: Showing Up)은 2022년 제작된 미국의 드라마 영화이다. 켈리 라이카트가 감독과 공동 각본을 맡았다. 2022년 칸 영화제 황금종려상 경쟁 후보작이다.
이 영화는 2023년 4월 7일 A24를 통해 미국에서 극장 개봉되었다.

## 줄거리
조각가 리지(Lizzy)는 예술 학교에서 어머니의 조교로 일하며 자신의 작품 전시를 준비하고 있다. 그녀는 여성의 움직임을 담은 찰흙 조각들을 만들지만, 전시 준비 외에도 여러 가지 일들로 인해 어려움을 겪는다. 리지의 집주인이자 라이벌 예술가인 조(Jo)는 리지의 온수기 고장을 계속 미루고 다른 일들을 우선시한다. 또한 리지는 길에서 다친 비둘기를 구조하게 되면서 예상치 못한 돌봄에 시간을 할애해야 한다. 처음에는 귀찮아했지만, 점점 비둘기와 교감하게 되고 결국 동물병원까지 데려가며 150달러의 비용을 지불한다.
리지의 아버지 집에는 히피들이 눌러앉아 있고, 그녀는 그들을 불신한다. 리지는 연락이 끊긴 동생 션(Sean)을 찾아가는데, 그는 망상에 빠져 은둔 생활을 하고 있었다. 션의 상태를 걱정한 리지는 어머니에게 도움을 청하지만, 어머니는 션을 단순한 천재로 치부한다. 
전시회를 며칠 앞두고 리지의 마지막 작품이 가마에서 불타는 사고가 발생하고, 션은 뒷마당에 큰 구덩이를 파면서 환청을 듣고 있다는 것을 주장한다. 어머니와 함께 션을 지켜보지만 결국 정신적인 어려움을 겪는다. 리지의 전시회 날, 션은 버스를 타고 도착하고, 조는 치료를 마친 비둘기를 데려온다. 션은 비둘기를 날려 보내고, 리지와 조는 비둘기를 찾아 헤매지만 결국 비둘기가 날아갔음을 받아들인다.

## 출연진
- 미셸 윌리엄스 - 리지
- 홍 차우 - 조
- 메리앤 플렁킷 - 진
- 존 마가로 - 숀
- 안드레 벤저민 - 에릭
- 어맨다 플러머 - 도러시
- 맷 멀로이 - 리
- 헤더 롤리스 - 말린
- 제임스 러그로 - 아이라
- 덴즐 로드리게즈 - 윌리엄
- 저드 허시 - 빌
- 로런 레이키스 - 테리
- 장뤼크 부슈로 - 피터
- 테드 루니 - 테드
- 벤 쿤리 - 벤
- 체이스 호킨스 - 앨릭스
- 이저벨 마 - 마야